# Конрад II Черский
Конрад II Черский (пол. Konrad II czerski, ок. 1250 — 23 июня / 21 октября 1294) — князь мазовецкий (1264—1275, совместно с братом Болеславом), черский (1275—1294) и сандомирский (1289).

## Биография
Конрад был старшим сыном князя мазовецкого Земовита I и Переяславы Галицкой, дочери князя Даниила Романовича Галицкого. Представитель мазовецкой линии династии Пястов.
Первое упоминание о Конраде в источниках относится к 1262 году, когда литовцы во главе с Тройнатом, племянником великого князя Миндовга, совершили очередное нападение на Мазовию. Мазовецкий князь Земовит вместе со старшим сыном Конрадом укрылся в Яздове. В результате предательства одного из горожан осаждавшим удалось 23 июня ворваться в Яздов. В последующем сражении на улицах города князь Земовит I Мазовецкий был убит, а Конрад попал в плен, откуда вернулся только через два года.
После смерти Земовита I мазовецкое княжество унаследовал его младший сын Болеслав. Фактически княжеством совместно управляли регенты – мать Болеслава Переяслава Галицкая и великопольский князь Болеслав Набожный. Когда в 1264 году Конрад сумел освободиться из плена, он стал соправителем брата. Самостоятельно Конрад II стал править в Мазовецком княжестве по достижении  совершеннолетия. Во внешней политике Конрад II сначала продолжил линию своего отца, начав тесное сотрудничество с князем-принцепсом Польши Болеславом V Стыдливым, Болеславом Набожным и серадзским князем Лешеком Черным. Вместе с ними он участвовал на венгерской стороне в войне Чехии и Венгрии за наследство австрийских Бабенбергов. В 1271 году он принял участие в походе провенгерской коалиции против вроцлавского князя Генриха Пробуса, чтобы помешать ему прийти на помощь чешскому королю Пржемыслу Отакару II.
В 1275 году младший брат и соправитель Конрада Болеслав потребовал выделения ему собственного удела, и братья решили разделить Мазовецкое княжество. Конрад получил восточную часть княжества со столицей в Черске, а Болеслав – западную, вокруг исторической столицы Мазовии Плоцка. Это разделение не удовлетворило Болеслава и привело к привело к длительному вооруженному конфликту между братьями, не принесшему реальной выгоды ни одной из сторон, но лишь к разорению значительной части территории Мазовии.
7 декабря 1279 года умер князь князь-принцепс Польши  Болеслав V Стыдливый, передав трон усыновленному им за несколько лет до этого Лешеку Черному. Внутренние проблемы помешали Конраду заявить о своих претензиях на краковский трон, но он начал устанавливать контакты с противниками Лешека Черного в Кракове и Сандомире. В 1282 году, когда Лешек Черный отправился в поход против ятвягов, сторонники Конрада подняли восстание; воевода Януш Старжа передал Конраду города Сандомир и Радом, но после возвращения основных сил князя-принцепса восстание было быстро подавлено. Более серьезное восстание произошло три года спустя, в апреле 1285 года, когда малопольские сторонники Конрада Черского собрали большую армию и выступили против Лешека Черного, который, будучи застигнутым врасплох, был вынужден бежать в Венгрию. Однако Конраду Черскому не удалось взять Вавельский замок, который защищали верные князю-принцепсу горожане во главе с великой княгиней Грифиной. Лешек вернулся с венгерскими войсками и 3 мая 1285 года при Богучице разгромил повстанцев, вынудив Конрада вернуться в Черск.
Смерть Лешека Черного 30 сентября 1288 года открыла для Конрада Черского новые возможности. На этот раз Конрад, находившийся на Волыни у своего союзника князя Владимира Васильковича, отреагировал быстро и с помощью волынцев вторгся в Малую Польшу, пытаясь завладеть ею. Однако главными претендентами на трон стали вроцлавский князь Генрих IV Пробус и брат Конрада Болеслав II Мазовецкий. Когда в 1289 году чаша весов стала склоняться на сторону вроцлавского князя, Конрад Черский заключил сделку с Болеславом. Точное содержание условий соглашения неизвестно, но можно предположить, что в обмен на поддержку Конрада Болеслав согласился признать разделение Мазовецкого княжества, произведенное в 1275 году, а также передать Конраду Сандомирское княжество. Конрад и его галицкие союзники примкнули к сторонникам Болеслава, и им удалось победить коалицию силезских князей в кровопролитном сражении под Севежем 26 февраля 1289 года. После этого Конрад Черский занял Сандомир, а Болеслав въехал в Краков. Однако, вскоре после этого, по неизвестным точно причинам, Болеслав Мазовецкий потерял поддержку малопольского дворянства и покинул Краков. Возможно, одной из причин недовольства была передача Сандомира Конраду. В итоге в Кракове стал править Генрих IV Пробус, и в том же году куявский князь Владислав Локетек изгнал Конрада из Сандомира.
События 1289 года стали последним проявлением политической активности Конрада II. В 1290 году он построил монастырь в поселке Блоня. Князь Черский умер 23 июня или 21 октября 1294 года в городе Червиньске-над-Вислон и был похоронен похоронен в не сохранившейся до наших дней доминиканской церкви города Варка  или в монастыре Червиньска .

## Семья
Около 1270 года князь Конрад II Черский женился на Ядвиге, дочери князя легницкого Болеслава Рогатки. От этого брака родилась одна дочь:
- Анна  (ок. 1270 — 1324), жена князя Пржемыслава Ратиборского.